# Buick Electra
Buick Electra – samochód osobowy klasy luksusowej produkowany pod amerykańską marką Buick w latach 1958–1990.

## Pierwsza generacja

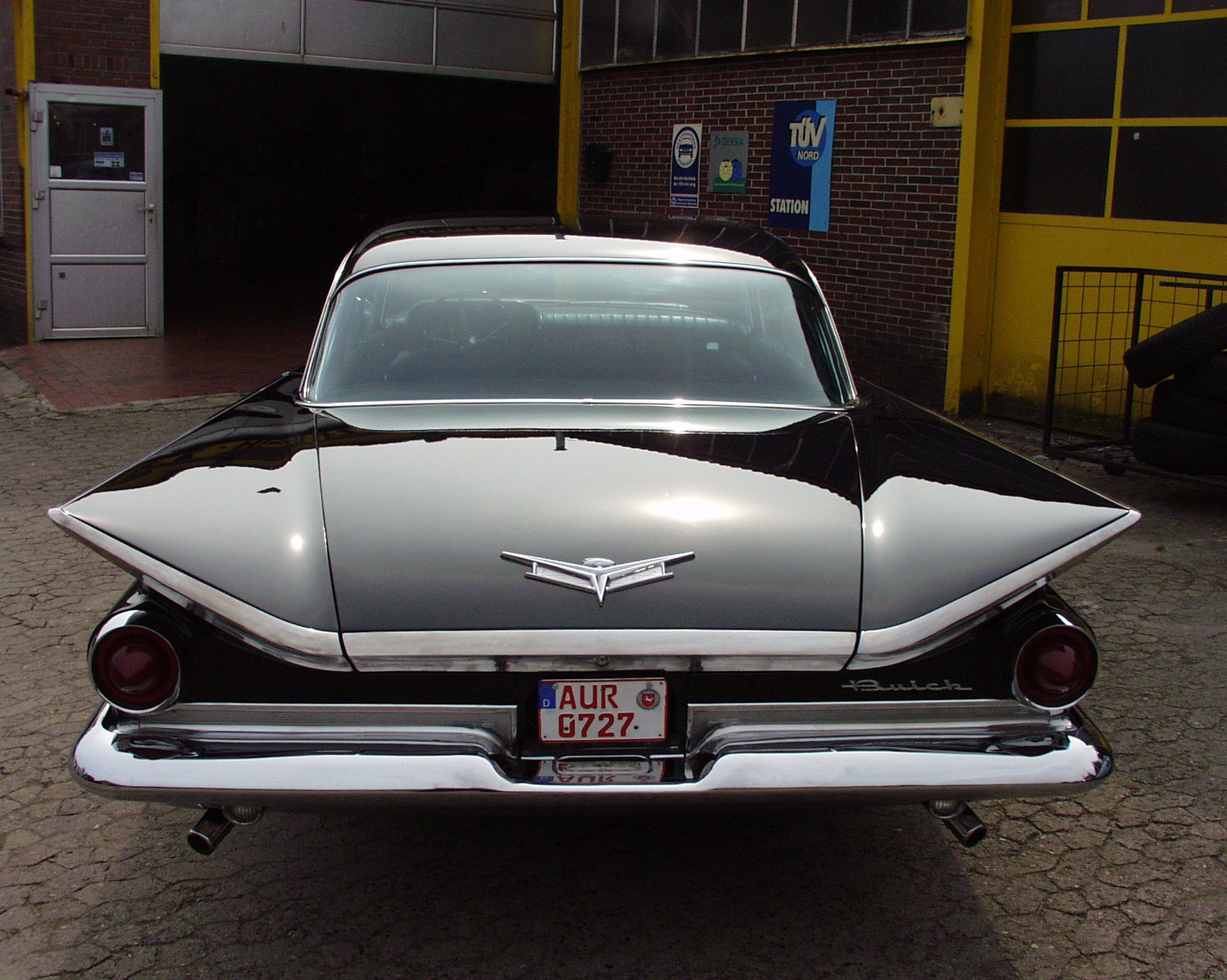
Buick Electra I - tył

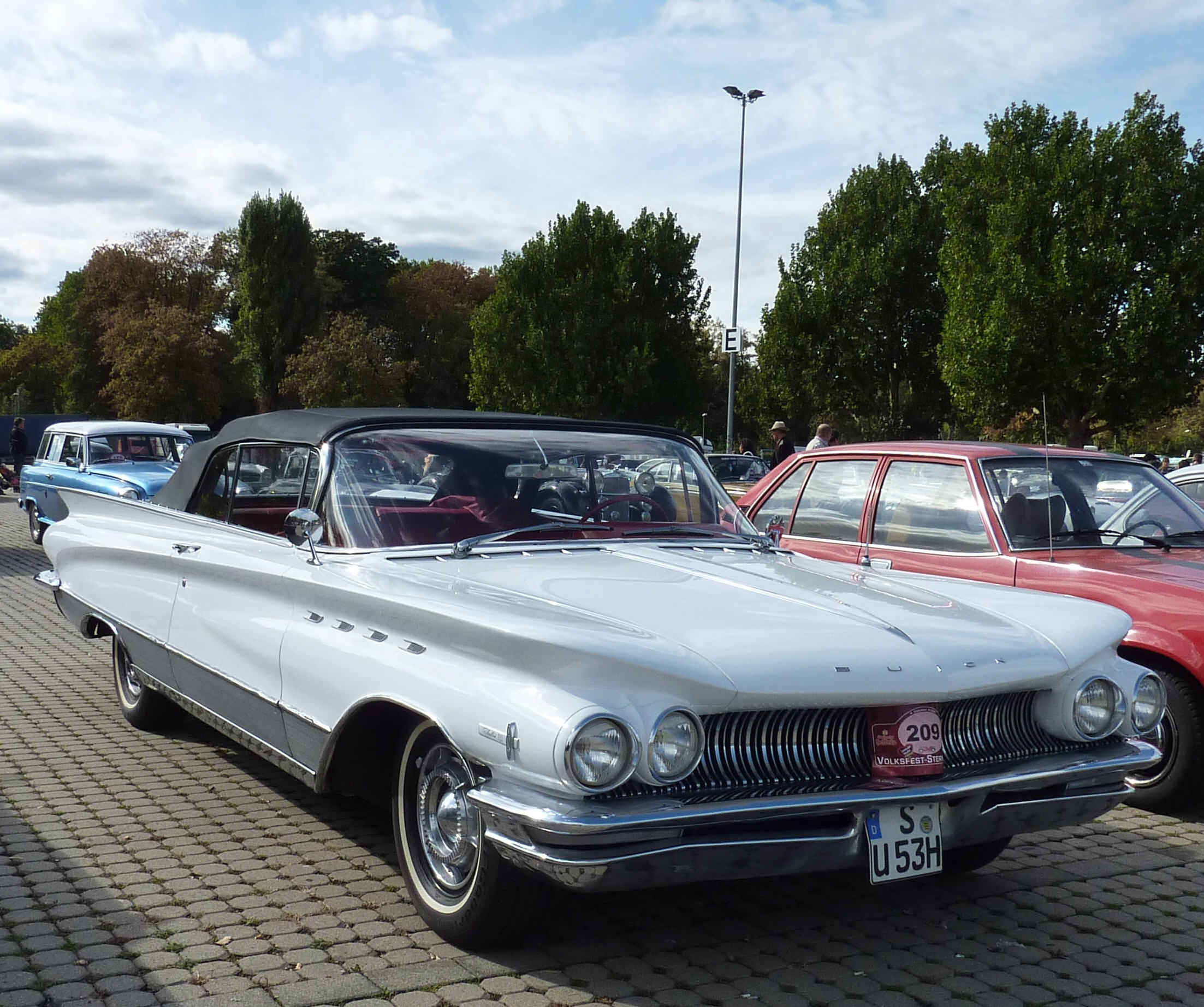
Buick Electra I Cabriolet

Buick Electra I został zaprezentowany po raz pierwszy w 1958 roku.
Pod koniec lat 50. XX wieku Buick zaprezentował kolejny, duży samochód luksusowy, który zbudowano na platformie koncernu General Motors o nazwie C-body. Pierwsza generacja Electry zastąpiła w ofercie marki dwa modele - Super oraz Roadmaster. Samochód zyskał awangardową stylistykę, ze strzelistymi błotnikami zakończonymi tylnym oświetleniem na czele. Oferta nadwoziowa składała się zarówno z 4-drzwiowego sedana, jak i kabrioleta oraz coupé.

### Silnik
- V8 6.6l Nailhead

## Druga generacja

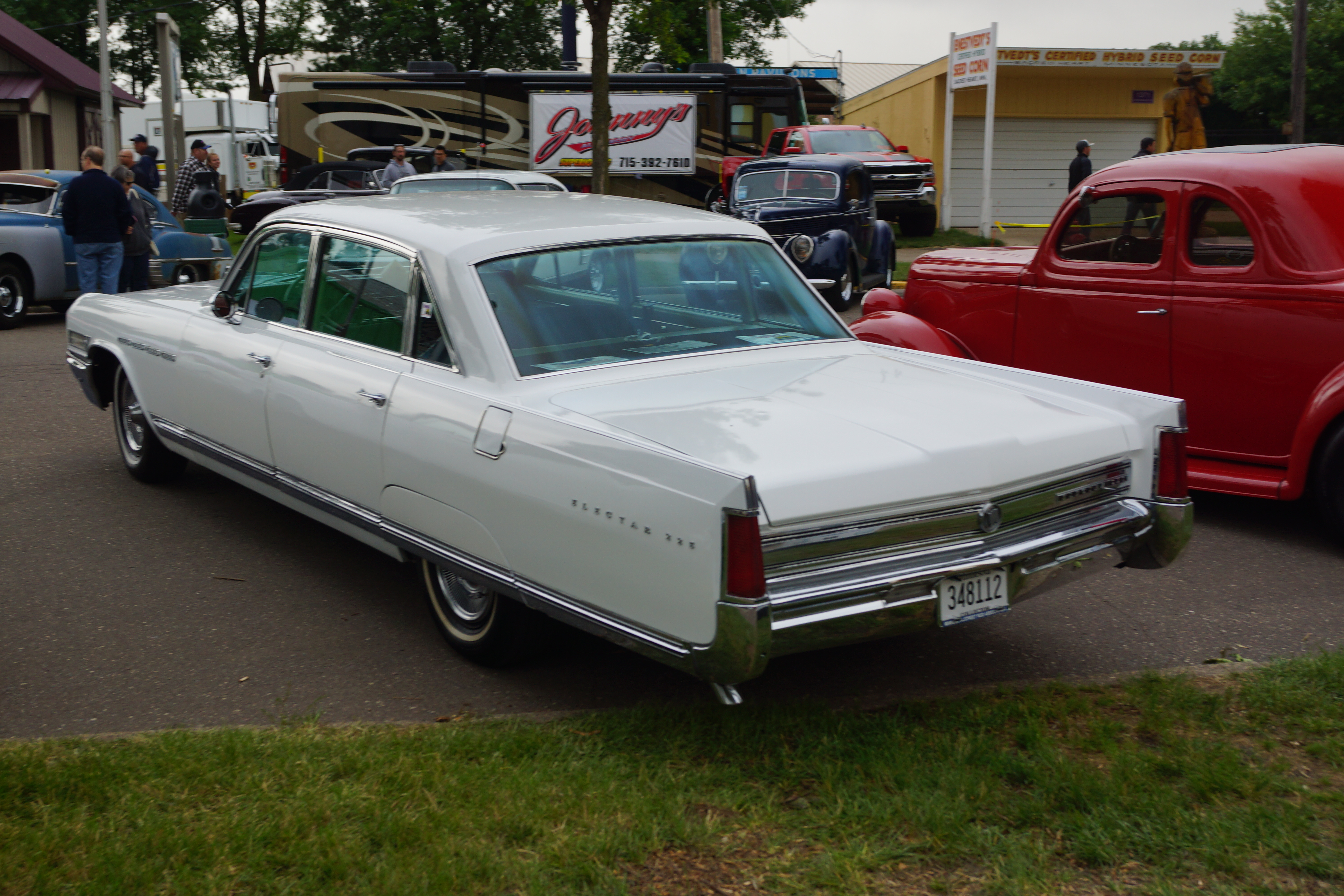
Buick Electra II - tył

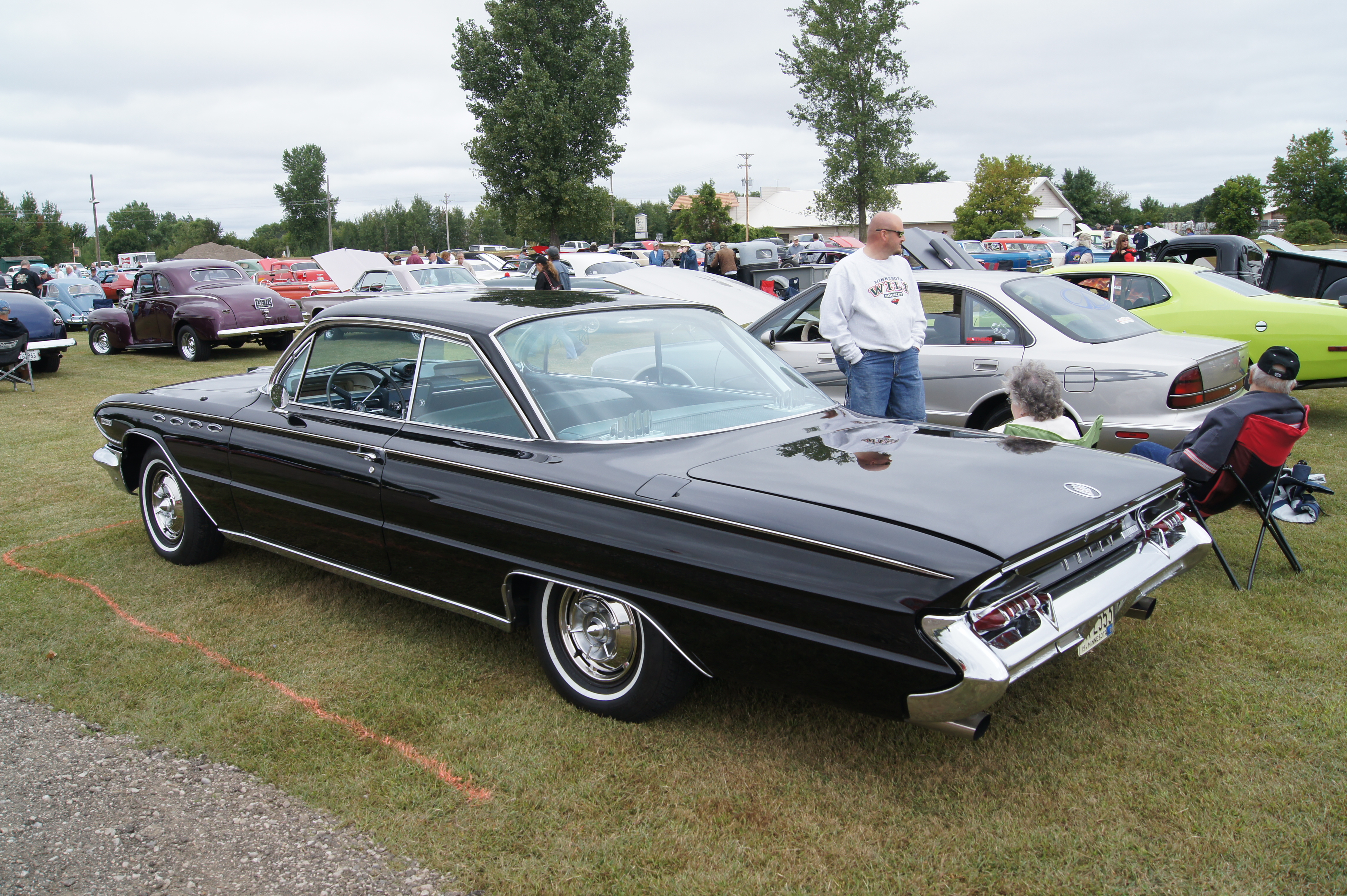
Buick Electra II Coupé

Buick Electra II został zaprezentowany po raz pierwszy w 1961 roku.
Druga generacja Buicka Electra została zaprezentowana po raz pierwszy na początku lat 60. XX wieku, powstając na zmodernizowanej platformie C-body, na której oparto także pierwsze wcielenie modelu. Samochód zyskał całkowicie zmodernizowane nadwozie, z łagodniejszymi liniami i bardziej stonowaną sylwetką. Oferta nadwoziowa została zachowana w tym samym kształcie, składając się zarówno z odmiany sedan, jak i coupe i kabriolet.

### Silnik
- V8 6.6l Nailhead

## Trzecia generacja

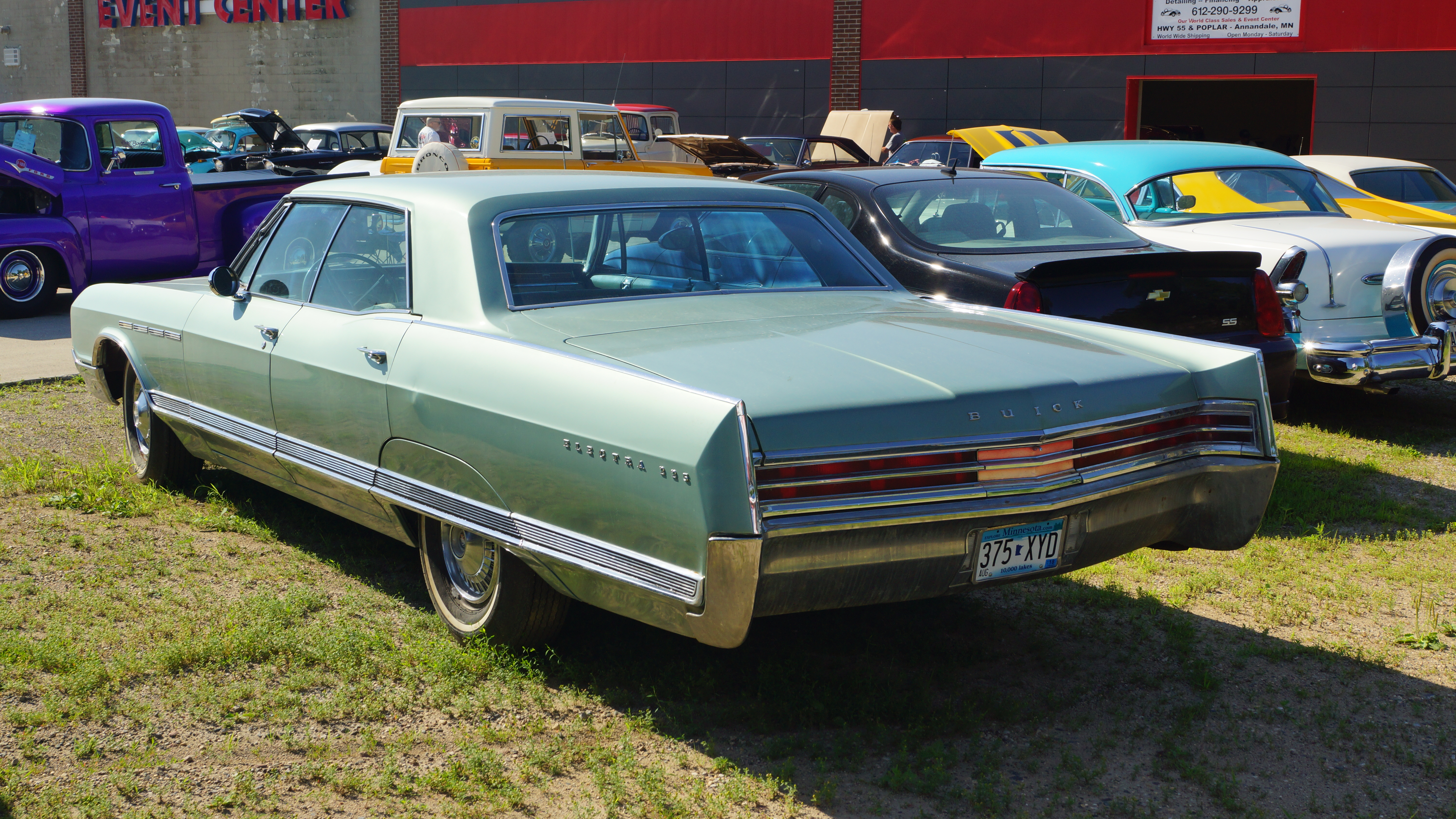
Buick Electra III - tył

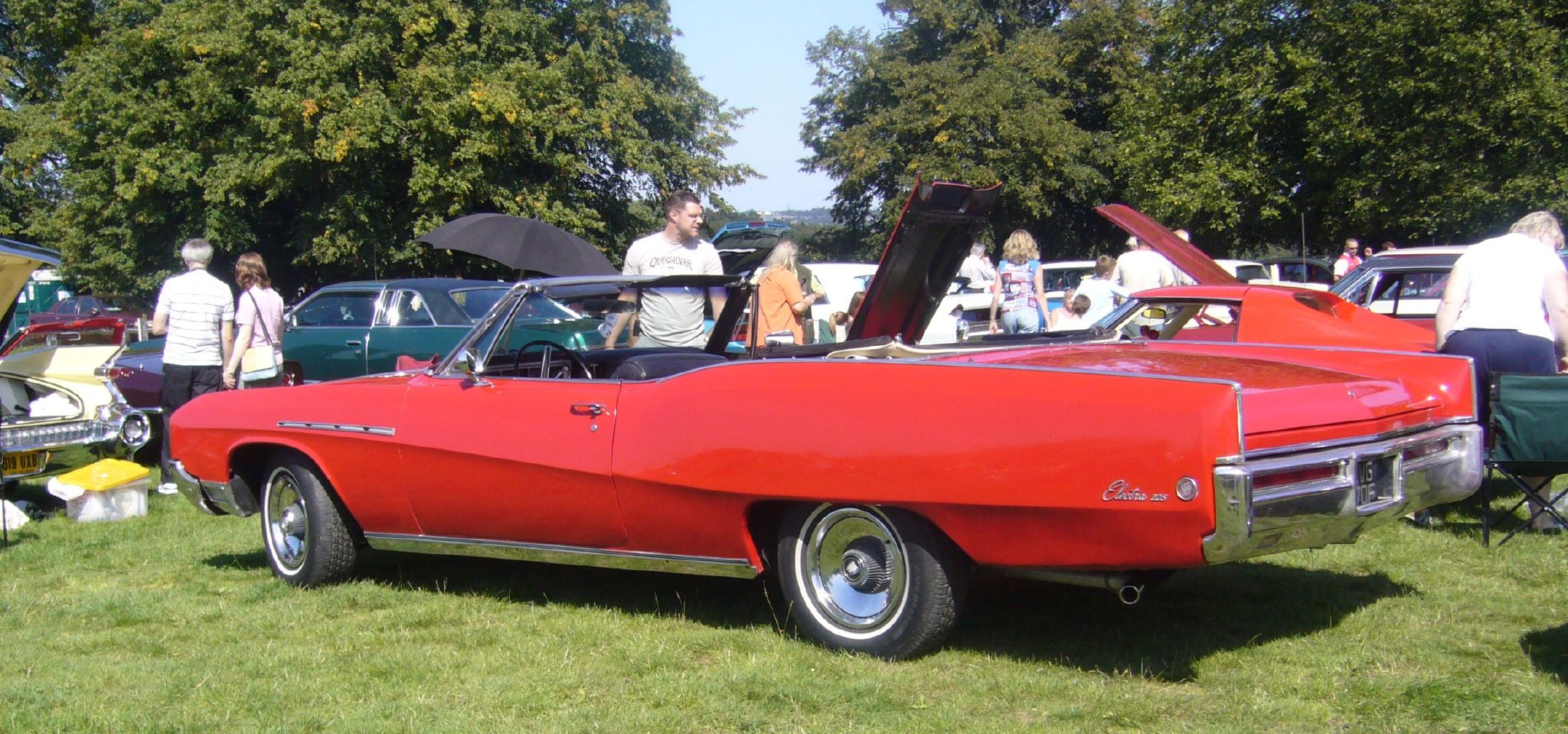
Buick Electra III Cabriolet

Buick Electra III został zaprezentowany po raz pierwszy w 1965 roku.
Buick Electra trzeciej generacji został zaprezentowany w 1965 roku, przechodząc gruntowną restylizację w stosunku do poprzednika. Nadwozie stało się masywniejsze, bardziej kanciaste i zyskało charakterystyczne, nieregularne kształty. Pojazd oparto na kolejnej, zmodernizowanej odsłonie platformy C-body. Charakterystycznym elementem stylistyki były podwójne reflektory, a także podłużne tylne lampy.

### Silniki
- V8 6.6l Nailhead
- V8 7.0l Nailhead
- V8 7.0l Buick
- V8 7.5l Buick

## Czwarta generacja

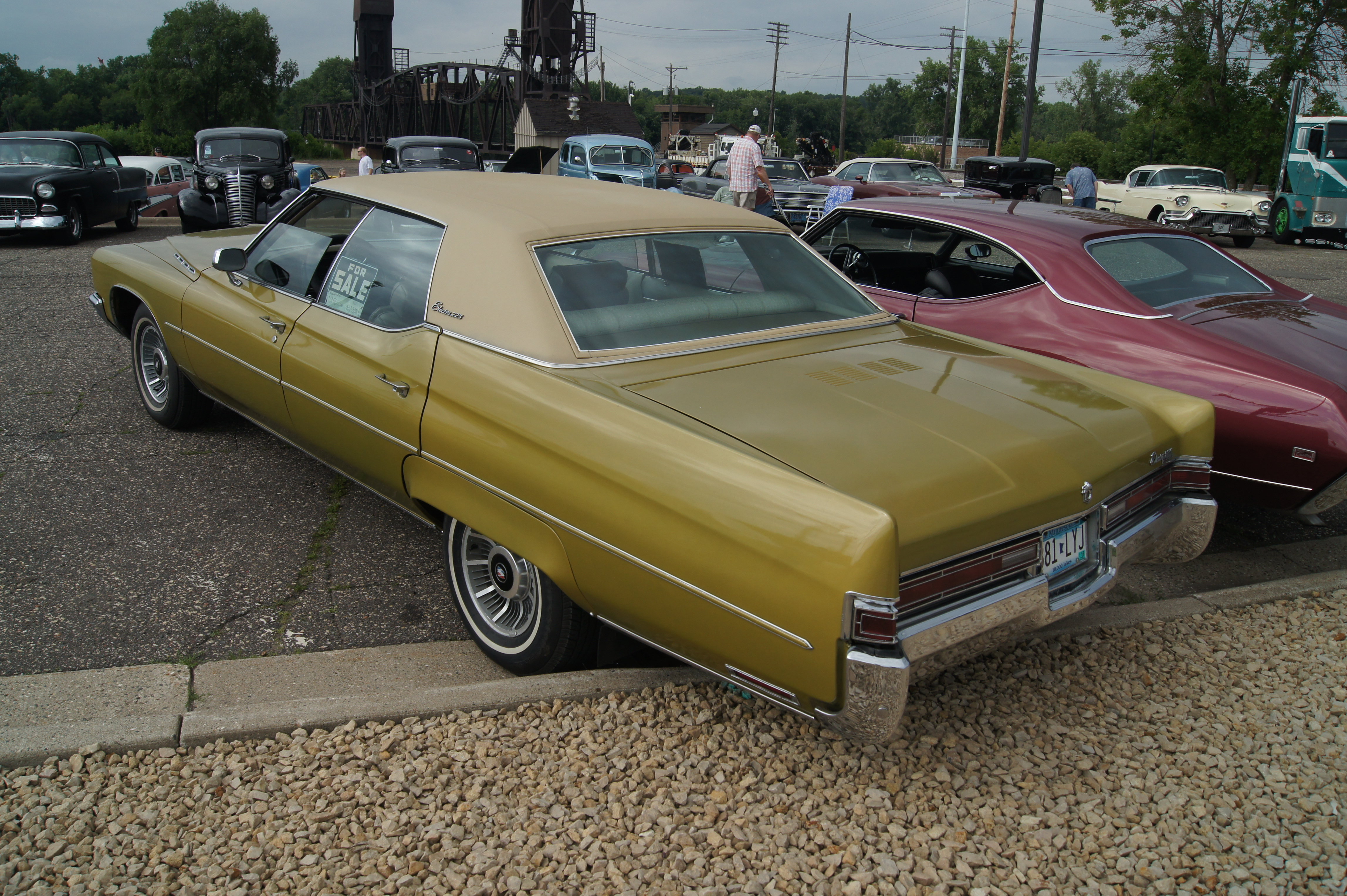
Buick Electra IV - tył

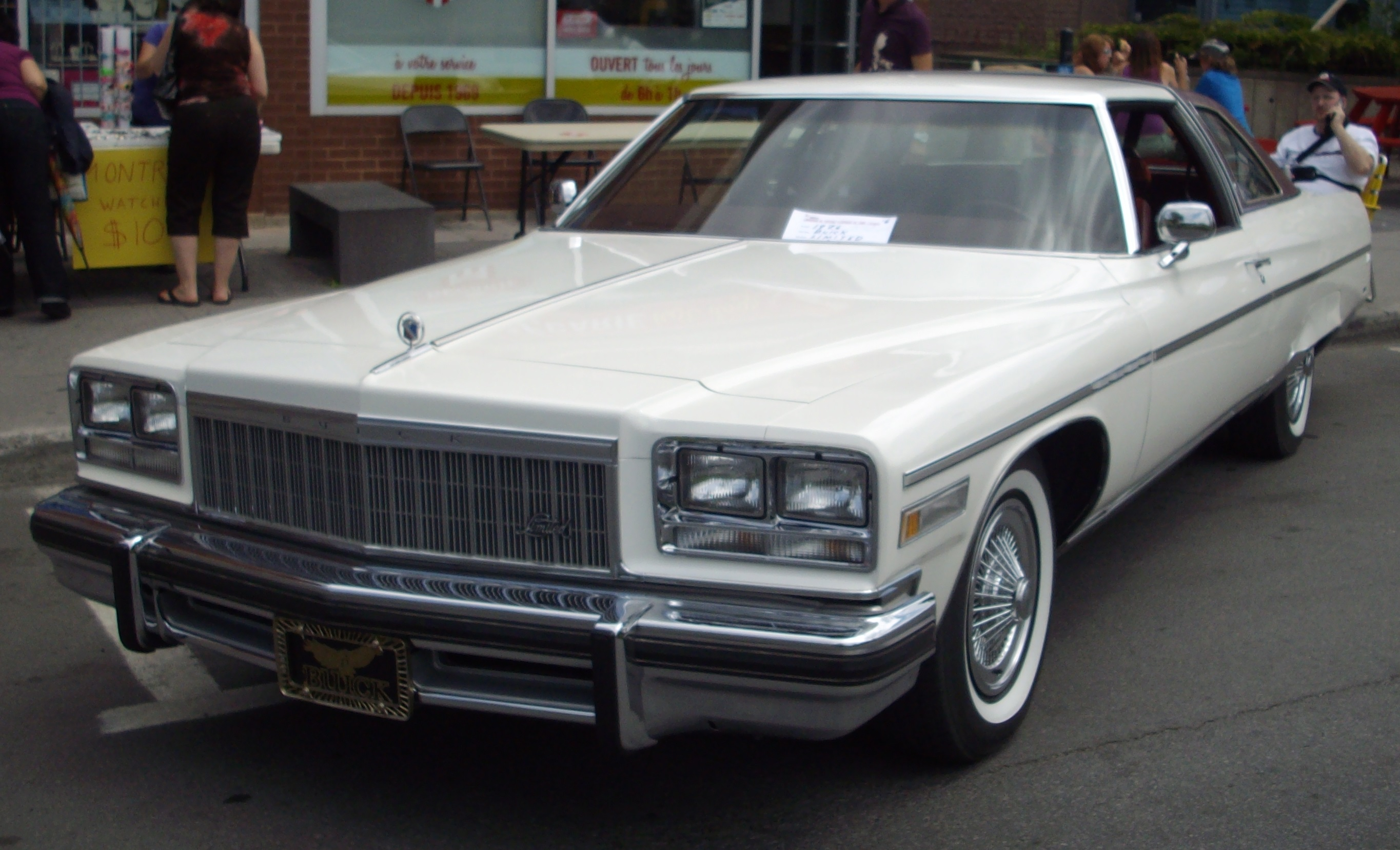
Buick Electra IV po drugim liftingu

Buick Electra IV został zaprezentowany po raz pierwszy w 1971 roku.
Czwarta generacja Buicka Electra była tak naprawdę gruntownie zmodernizowanym poprzednikiem, opierając się na tej samej wersji platformy C-body. Pod kątem stylistycznym samochód przeszedł ewolucyjny kierunek zmian, zachowując charakterystyczną sylwetkę z długim tyłem i chromowanymi ozdobnikami nadwozia.
Samochód przeszedł dwie duże restylizacje - pierwszą w 1973 roku, a drugą w 1976 roku. Obie zmiany obejmowały głównie restylizacje przedniego pasa, inne rozmieszczenie reflektorów oraz zmienioną atrapę chłodnicy.

### Silniki
- V8 5.7l Buick
- V8 7.5l Buick

## Piąta generacja

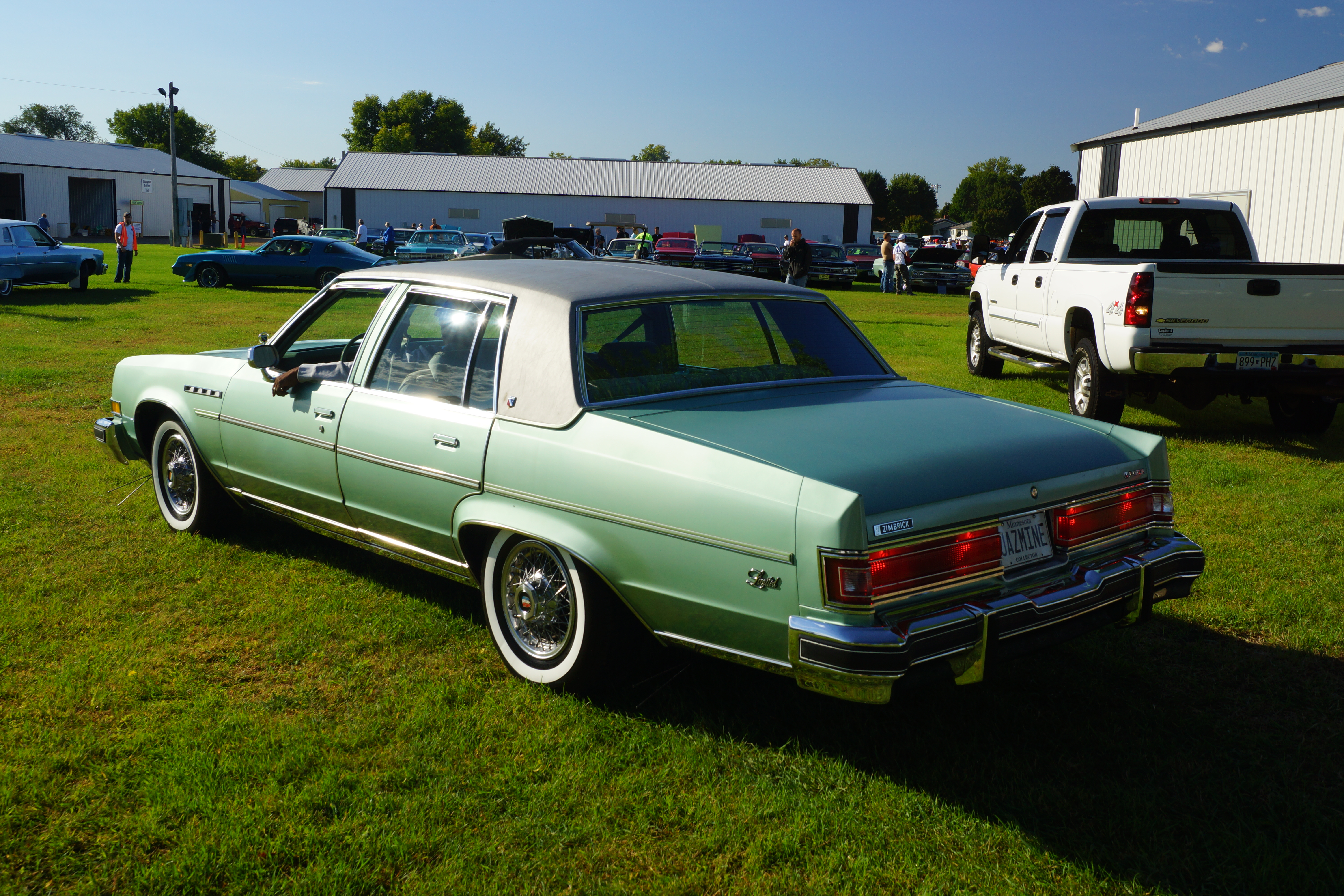
Buick Electra V - tył

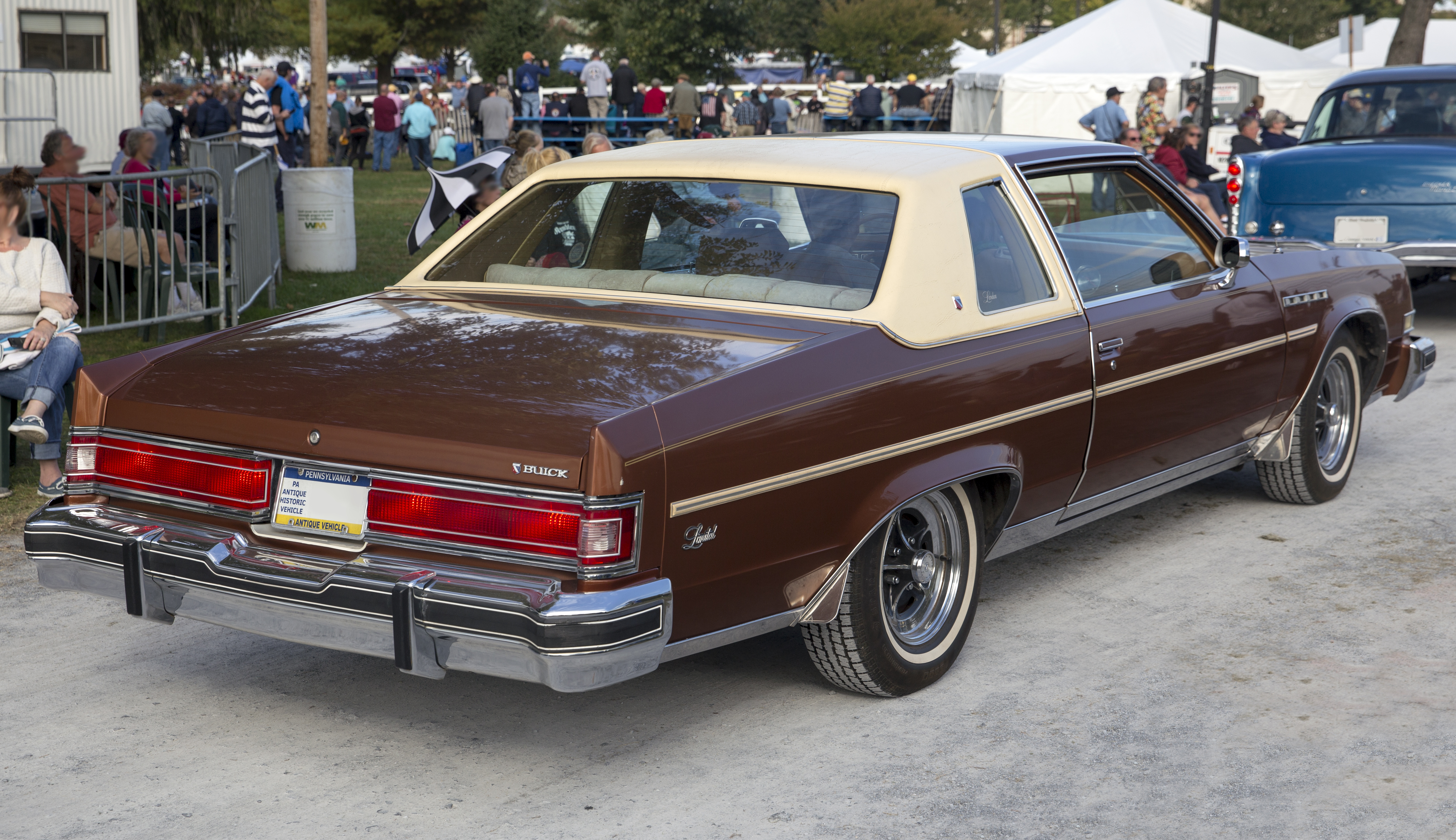
Buick Electra V Coupe

Buick Electra V został zaprezentowany po raz pierwszy w 1977 roku.
Opracowując piątą generację Buicka Electra, producent całkowicie odświeżył koncepcję luksusowej limuzyny. Oparty na zmodernizowanej platformie C-body samochód stał się wyraźnie lżejszy, a także węższy i niższy, zachowując zarazem zbliżoną długość nadwozia. Stylistyka Electry V została utrzymana bardziej w kanciastych proporcjach, zyskując równą ilość chromowanych ozdobników. Oferta nadwoziowa po raz pierwszy została wzbogacona o odmianę kombi.

### Silniki
- V6 4.1l Buick
- V8 5.0l Oldsmobile
- V8 5.7l Buick
- V8 5.7l Oldsmobile
- V8 6.6l Oldsmobile

## Szósta generacja

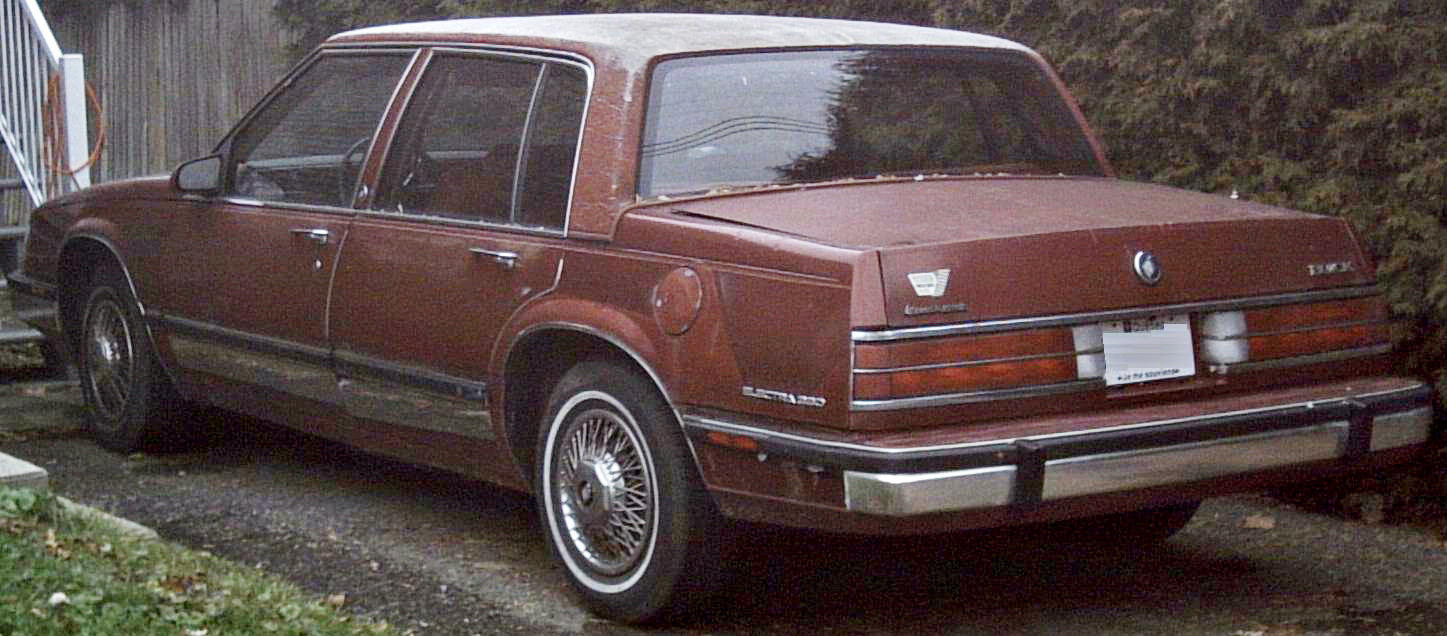
Buick Electra VI - tył

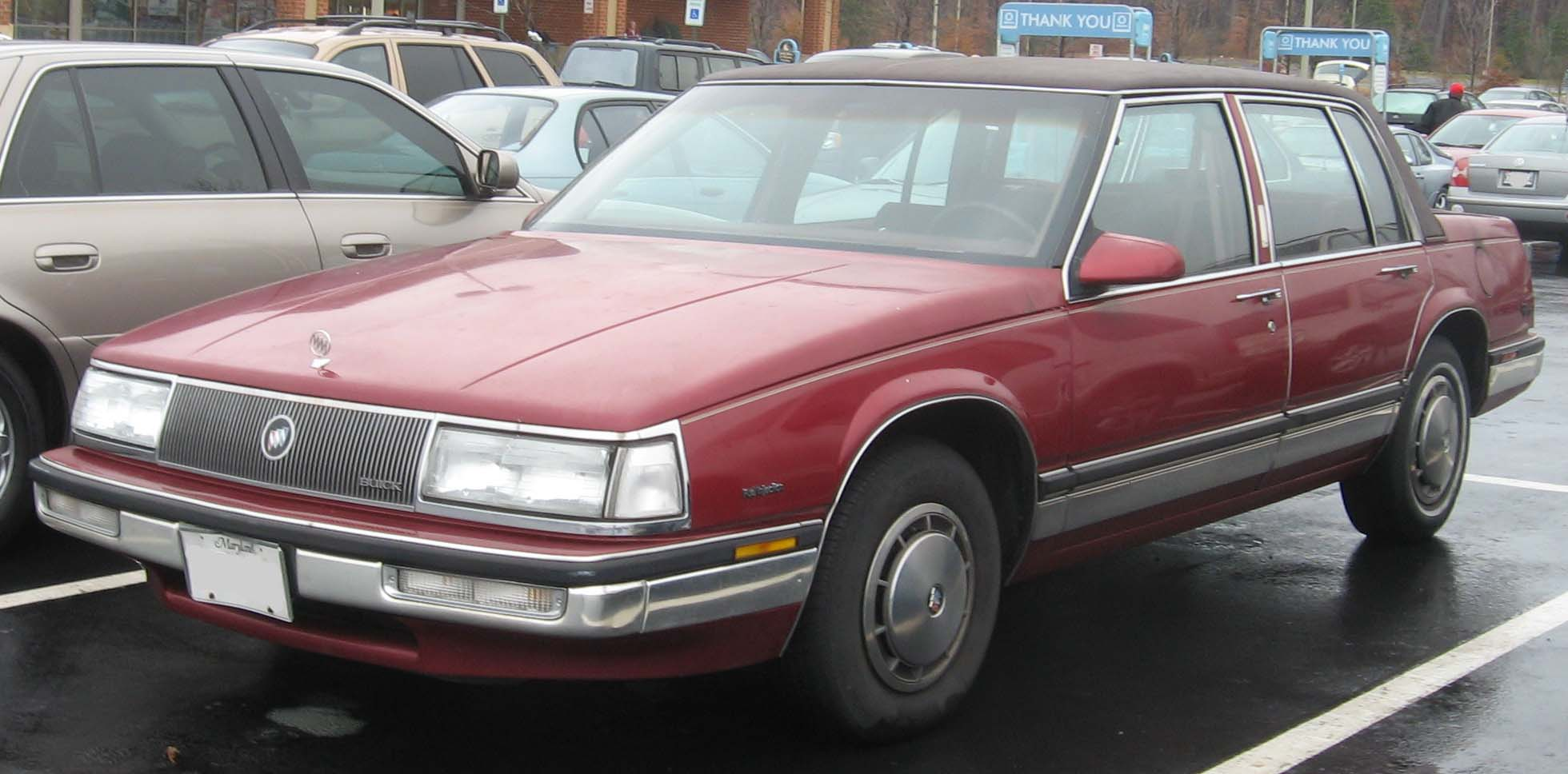
Buick Electra VI po liftingu

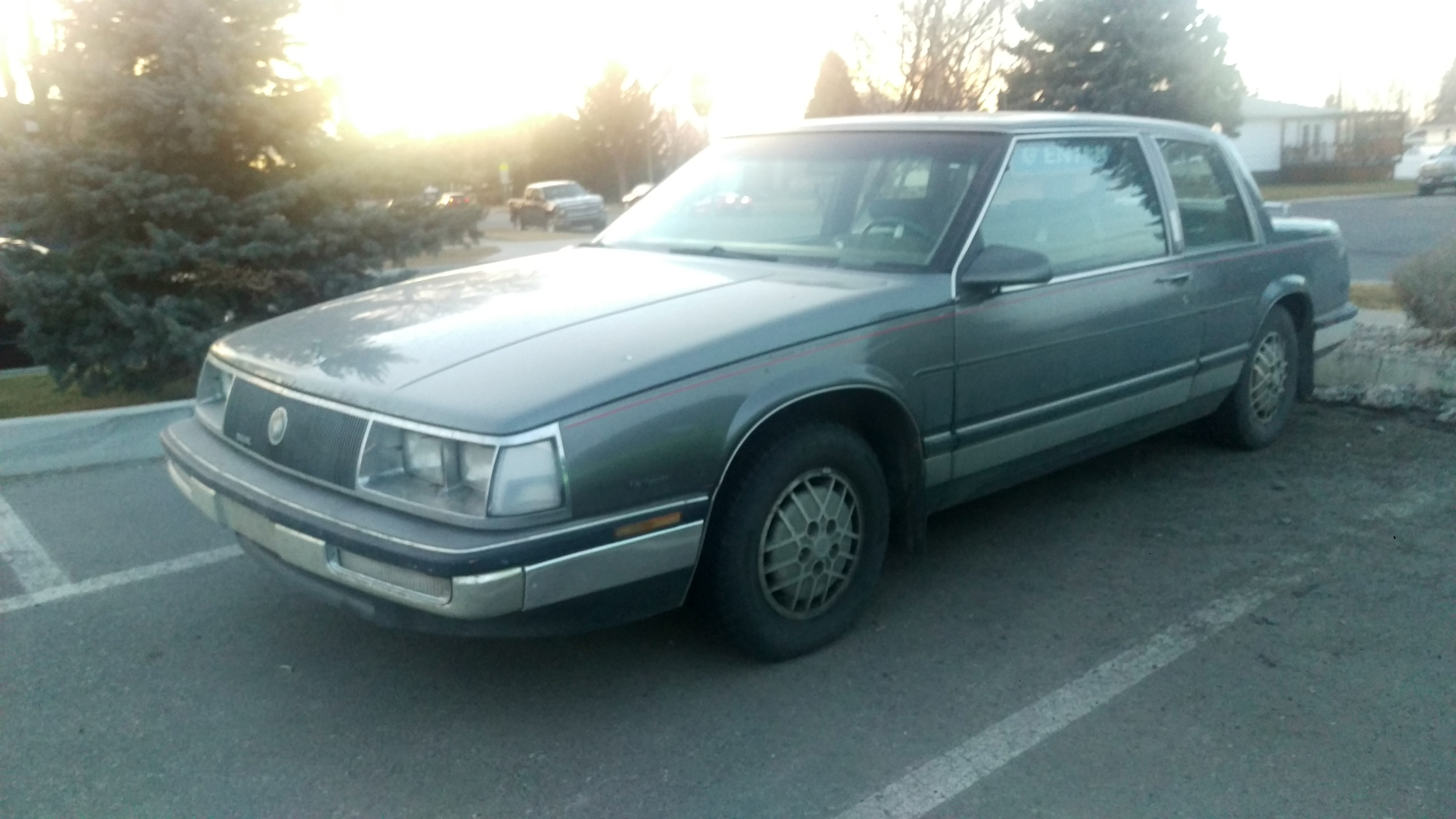
Buick Electra VI Coupe

Buick Electra VI został zaprezentowany po raz pierwszy w 1984 roku.
Wiosną 1984 roku Buick zaprezentował szóstą i zarazem ostatnią generację modelu Electra. Tym razem luksusowa limuzyna, dostępna jeszcze jako 2-drzwiowe coupé, została opracowana wspólnie z Cadillakiem i Oldsmobile w ramach koncernu General Motors. Charakterystycznymi rozwiązaniami w stylistyce stało się kanciaste nadwozie z pochyłą maską i krótkim tylnym zwisem. W porównaniu do bliźniaczych modeli, Buick Electra VI reprezentował najbardziej luksusowy charakter.

### Lifting
W 1987 roku Buick Electra VI przeszedł modernizację, w ramach której zmieniono głównie wygląd pasa przedniego. Zmieniono nieznacznie kształt zderzaków i atrapy chłodnicy, a także wprowadzono reflektory z pojedynczym kloszem.

### Koniec produkcji i następca
W 1990 roku Buick podjął decyzję o zakończeniu produkcji modelu Electra po 32 latach rynkowej obecności. Następcą zostały dwa zupełnie nowe modele o nazwie Roadmaster i Park Avenue.

### Silniki
- V6 3.0l Buick
- V6 3.8l Buick
- V6 4.3l Oldsmobile